# Gustav Schwiebert

Gustav Schwiebert

Gustav Friedrich Karl Schwiebert (* 15. Dezember 1894 in Hannover; † 9. September 1960 in Elze, Kreis Burgdorf) war ein deutscher Politiker (NSDAP).

## Leben und Tätigkeit
Schwiebert nahm als Kriegsfreiwilliger mit dem Füsilier-Regiment 73 der Preußischen Armee am Ersten Weltkrieg teil, in dem er mindestens einmal leicht verwundet wurde. Im Krieg wurde Schwiebert mit dem Eisernen Kreuz II. Klasse ausgezeichnet wurde.
In der Zeit der Weimarer Republik verdiente Schwiebert seinen Lebensunterhalt als Automonteur bei Excelsior. In den 1920er Jahren gehörte er dem Fabrikarbeiterverband an. Während der Weltwirtschaftskrise wurde er schließlich arbeitslos.
Politisch begann Schwiebert sich um 1930 in der NSDAP zu betätigen, für die er unter anderem als Parteiredner auftrat.
Von 1932 bis zur Auflösung dieser Körperschaft im Herbst 1933 war Schwiebert Abgeordneter seiner Partei im Preußischen Landtag. Anschließend saß er von November 1933 bis zum März 1936 als Abgeordneter für den Wahlkreis 16 (Südhannover-Braunschweig) im nationalsozialistischen Reichstag.
In der Nachkriegszeit lebte er unauffällig in Hannover. Im Hannover Adressbuch von 1953 und 1960 ist Schwiebert mit Adresse Jakobistraße 9 verzeichnet. Im Mai 1960 verzog er nach Elze, Kreis Burgdorf, wo er im September 1960 verstarb.

## Ehe und Familie
Schwiebert war seit 1920 verheiratet.